# Catalogue raisonné
Catalogue raisonnéer en omfattende værkfortegnelse om en kunstners værker med oplysninger om værkerne.
For at være en catalogue raisonné må den indeholde (for hvert værk):
- Afbildning (I dag: fotografi) eller klar beskrivelse til identifikation af det.
- Materiale(r).
- Hvor har værket været før (tidligere ejere, udstillet osv.)
- Litteratur om værket.
- Størrelse.
- Tilstand.
- Bemærkninger til værket (godt, dårlig, forfalsket?)
- Introduktion i form af kort omtale af kunstnerens liv, uden at være en komplet biografi.
- Signatureksempler.
- Indeks over alle værker:
  - Hvor værkerne befinder sig per dato.
- Fortegnelse over akademikere som har omtalt kunstneren og værkerne.